# اوبونتو جی‌اوز
اوبونتو جی‌اوز صورتی از سیستم عامل کدباز اوبونتو است که به عنوان "یک نوعی کارآمد از اوبونتو که به طور خاص برای وسایل مجازی پیکربندی شده " توصیف می‌شود. و مفهومی است برای اینکه یک سیستم عامل در زمینه یک ابزار مجازی چگونه باید عمل کند. JeOS مخفف سیستم عامل است. JeOS با Ubuntu Core جایگزین شده‌است که اکنون به‌طور رسمی یک نسخه حداقلی از اوبونتو پشتیبانی می‌شود.
اولین نسخه آن Ubuntu JeOS 7.10 بود و از زمان انتشار Ubuntu 8.10 به عنوان یک گزینه به عنوان بخشی از نسخه استاندارد سرور اوبونتو گنجانده شده‌است.